# 39/Smooth
39/Smooth – debiutancki album studyjny zespołu Green Day wydany w 1990 roku przez Lookout! Records w postaci płyty winylowej (w limitowanej serii w kolorze zielonym) oraz kasety magnetofonowej. Wszystkie utwory z tego albumu zostały zamieszczone na wydanym w 1991 roku albumie kompilacyjnym 1,039/Smoothed Out Slappy Hours.
39/Smooth tak jak wydane wcześniej EP, był tłoczony do 2005 roku, kiedy to zespół zrezygnował z usług wydawnictwa Lookout! Records.

## Lista utworów

### Strona A.
1. "At the Library" – 2:28
2. "Don't Leave Me" – 2:38
3. "I Was There" – 3:36
4. "Disappearing Boy" – 2:51
5. "Green Day" – 3:28

### Strona B.
1. "Going To Pasalacqua" – 3:30
2. "16" – 3:24
3. "Road To Acceptance" – 3:35
4. "Rest" – 3:05
5. "The Judge's Daughter" – 2:34